# Hiệu ứng đặc biệt

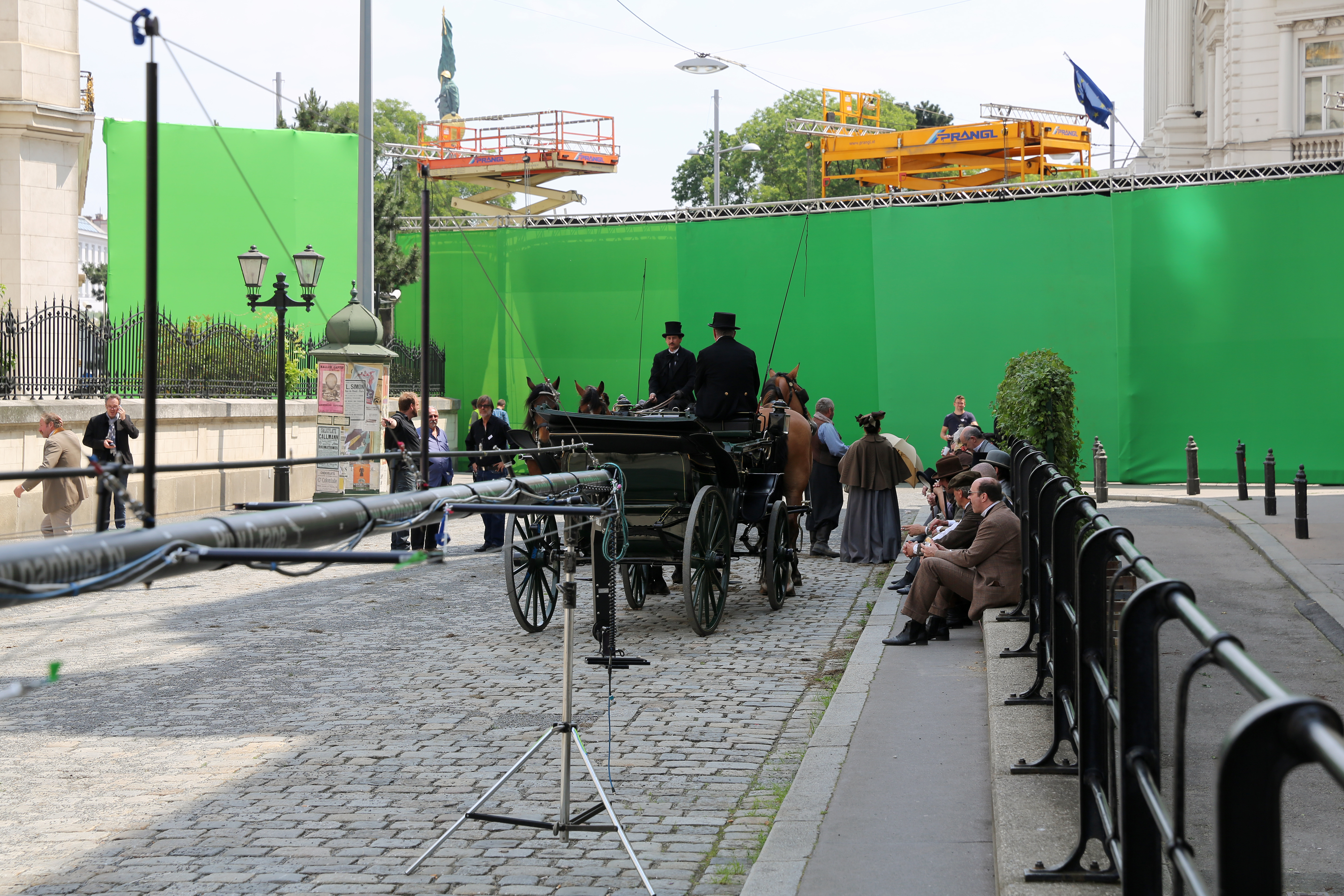
Một bộ phim truyền hình dài tập ở Vienna sử dụng màn hình xanh làm bối cảnh, để cho phép thêm bối cảnh trong quá trình hậu kỳ.

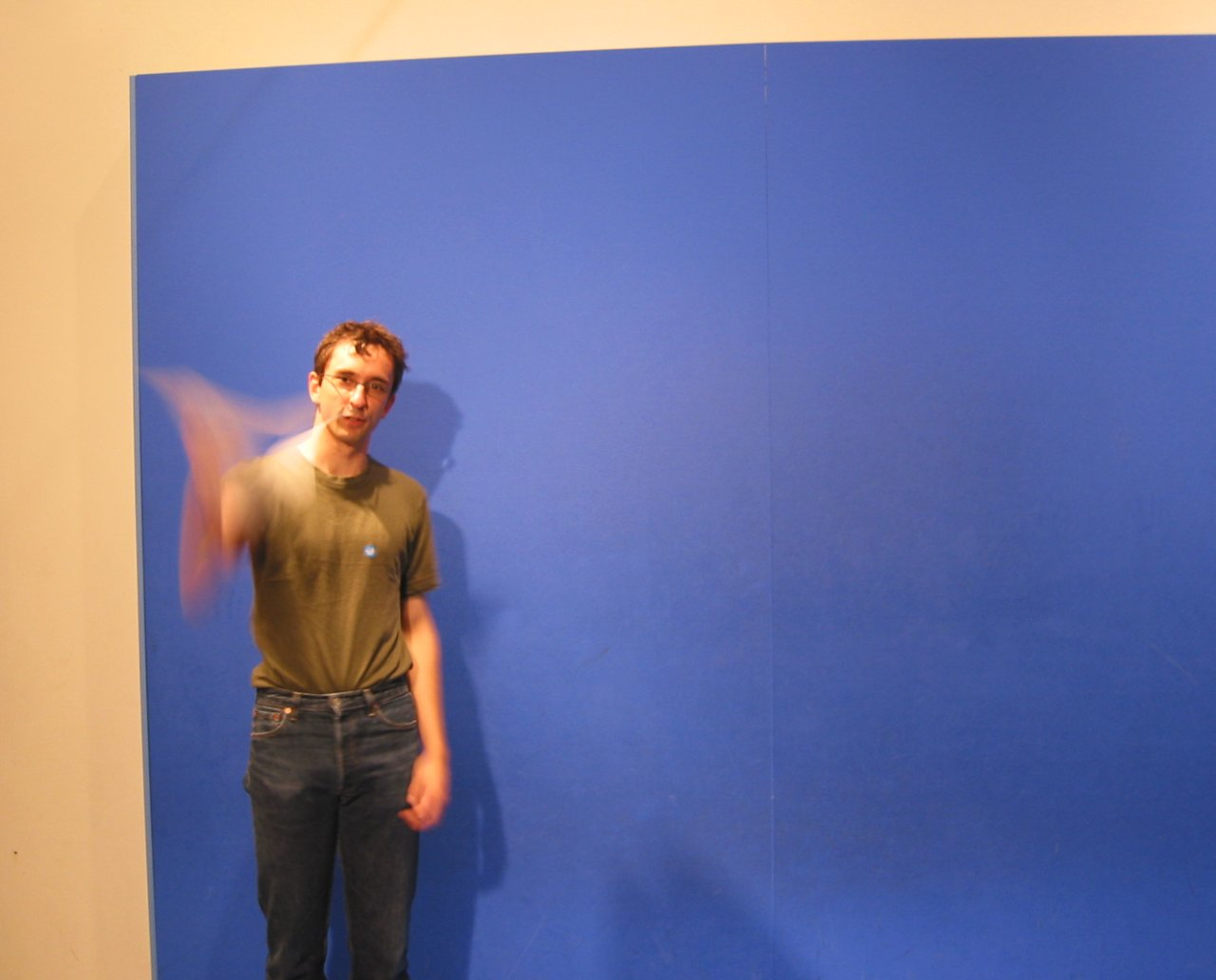
Bluescreen thường được sử dụng trong các hiệu ứng đặc biệt quan trọng.

Hiệu ứng đặc biệt (tiếng Anh: special effect, thường được viết tắt là SFX, SPFX, F/X hoặc đơn giản là FX) là ảo ảnh hoặc thủ thuật hình ảnh được sử dụng trong các nhà hát, phim, truyền hình, trò chơi video và giả lập để mô phỏng các sự kiện tưởng tượng trong một câu chuyện hoặc thế giới ảo.
Theo truyền thống, các hiệu ứng được chia thành các loại hiệu ứng cơ học và hiệu ứng quang học. Với sự xuất hiện của việc làm phim kỹ thuật số, sự khác biệt giữa hiệu ứng đặc biệt và hiệu ứng hình ảnh đã tăng lên, với phần sau đề cập đến hậu kỳ kỹ thuật số trong khi "hiệu ứng đặc biệt" đề cập đến hiệu ứng cơ học và quang học.
Hiệu ứng cơ học (còn gọi là hiệu ứng thực tế hoặc vật lý) thường được thực hiện trong quá trình quay trực tiếp. Điều này bao gồm việc sử dụng các đạo cụ cơ giới, cảnh quan, mô hình quy mô, hoạt hình, pháo hoa và hiệu ứng khí quyển: tạo ra gió, mưa, sương mù, tuyết, mây, làm cho một chiếc xe hơi tự lái và làm nổ tung tòa nhà, v.v. Hiệu ứng cơ học cũng thường được kết hợp vào thiết kế và trang điểm. Ví dụ, trang điểm giả có thể được sử dụng để làm cho một diễn viên trông giống như một sinh vật không phải người.
Hiệu ứng quang học (còn gọi là hiệu ứng hình ảnh) là kỹ thuật trong đó hình ảnh hoặc khung phim được tạo ra nhiếp ảnh, một trong hai "trong máy ảnh" sử dụng nhiều tiếp xúc, sten hoặc quá trình Schüfftan hoặc trong giai đoạn hậu sản xuất sử dụng một máy in quang. Một hiệu ứng quang học có thể được sử dụng để đặt các tác nhân hoặc đặt trên một nền khác.
Từ những năm 1990, hình ảnh do máy tính tạo ra (CGI) đã đi đầu trong các công nghệ hiệu ứng đặc biệt. Nó mang lại cho các nhà làm phim quyền kiểm soát tốt hơn, và cho phép nhiều hiệu ứng được hoàn thành một cách an toàn và thuyết phục hơn và công nghệ khi công nghệ cải thiện hệ thống điều khiển với chi phí thấp hơn. Do đó, nhiều kỹ thuật hiệu ứng quang học và cơ học đã được CGI thay thế.